# IC 4214
IC 4214 ist eine Balken-Spiralgalaxie vom Hubble-Typ SBab im Sternbild Zentaur am Südsternhimmel. Sie ist schätzungsweise 97 Millionen Lichtjahre von der Milchstraße entfernt.
Das Objekt wurde am 31. Dezember 1897 von Lewis Swift entdeckt.